# Borowe (Sarny)
Borowe (ukrainisch Борове; russisch Боровое Borowoje, polnisch Borowe) ist ein Dorf in der ukrainischen Oblast Riwne mit etwa 2100 Einwohnern (2023)
Borowe liegt an der Territorialstraße T–18–29 28 km südlich vom ehemaligen Rajonzentrum Rokytne.
Bei dem Dorf liegt die Quelle der Lwa, einem 172 km langen Nebenfluss der Szwiha.
Am 12. Juni 2020 wurde das Dorf ein Teil der neu gegründeten Siedlungsgemeinde Rokytne im Rajon Rokytne; bis dahin bildete es zusammen mit dem Dorf Netreba (Нетреба) die Landratsgemeinde Borowe (Борівська сільська рада/Boriwska silska rada) im Süden des Rajons Rokytne.
Am 17. Juli 2020 wurde der Ort Teil des Rajons Sarny.